# دهه ۱۶۰ (پیش از میلاد)

Battle of Pydna - 168 BC

دهه ۱۶۰ (پیش از میلاد) شانزدهمین دهه قبل از مبدا شروع تقویم میلادی است.